# 韓東賢
韓 東賢（ハン・トンヒョン、한 동현、Han Tong-hyon、女性、1968年 - ）は、在日朝鮮人二世の社会学者。
日本映画大学教授。修士（比較文明学）。専門はネイションとエスニシティ、マイノリティ・マジョリティの関係やアイデンティティの問題など。主な対象は在日外国人とその周辺、とくに朝鮮学校とそのコミュニティの在日朝鮮人。

## 経歴
東京都生まれ。朝鮮大学校卒業後、朝鮮新報での記者生活を経て、2004年3月立教大学大学院文学研究科博士前期課程を修了し、修士（比較文明学）の学位を取得。2010年3月東京大学大学院総合文化研究科博士課程（国際社会科学専攻）単位取得退学。2011年4月、日本映画大学の発足とともに映画学部非常勤講師に着任。その後同大学准教授を経て、2023年4月から教授。

## 著書

### 単著
- 『チマ・チョゴリ制服の民族誌（エスノグラフィー）：その誕生と朝鮮学校の女性たち』双風舎、2006年。　ISBN　978-4-902465-08-2　＊現在は電子版発売中

### 共著
- （小熊英二編著）『平成史：増補新版』河出書房新社〈河出ブックス〉、2014年[注釈 1]。ISBN　978-4-309-62468-6
  - 同『平成史：完全版』河出書房新社、2019年。ISBN　978-4-309-22766-5
- （小熊英二）『真剣に話しましょう：小熊英二対談集』新曜社、2014年。ISBN　978-4-7885-1399-0
- （西森路代）『韓国映画・ドラマ：わたしたちのおしゃべりの記録2014 - 2020』駒草出版（ダンク出版事業部）、2021年。ISBN　978-4-909646-37-8
- （清水晶子・飯野由里子）『ポリティカル・コレクトネスからどこへ』有斐閣、2022年。ISBN　978-4-641-17477-1